# Linda Woolverton
Linda Woolverton (Long Beach, 1952) é uma roteirista, dramaturga e romancista, cujos trabalhos mais proeminentes incluem os roteiros e livros de vários filmes aclamados da Disney e musicais de teatro. Ela se tornou a primeira mulher a escrever um filme de animação para a Disney ao escrever o roteiro de A Bela e a Fera, o primeiro filme de animação a ser nomeado para Melhor Filme no Oscar. Ela também escreveu o roteiro de O Rei Leão, e adaptou A Bela e a Fera para um musical de sucesso na Broadway, recebendo uma indicação ao Tony Award. 
Seus trabalhos mais recentes incluem o roteiro de Alice no País das Maravilhas, um enorme sucesso de bilheteria, tornando Linda a primeira mulher a escrever um roteiro e a ter o único crédito da escrita em um filme de bilhões de dólares, e o roteiro de Malévola.

## Obras

### Roteiros
- A Bela e a Fera (1991)
- A Incrível Jornada (1993)
- O Rei Leão (1994)
- Alice no País das Maravilhas (2010)
- Malévola (2014)
- Alice Through the Looking Glass (2016)
- Malévola: Dona do Mal  (2019)

### Teatro
- A Bela e a Fera (1994, libreto)
- O Rei Leão (1997, assistência á produção)
- Aida (2000, libreto)
- Lestat (2003; libreto)

### Romances
- Star Wind (1986)
- Running Before the Wind (1987)

### Televisão
- Wildfire (1986, escreveu dois episódios)
- Star Wars: Ewoks (1986, escreveu dois episódios)
- My Little Pony in Friends (1986, escreveu dois episódios apresentados como duas partes de um)
- Dennis, O pimentinha (1986, escreveu 65 episódios)
- Popples (desconhecido)
- Os Caça-Fantasmas (1987, escreveu um episódio)
- Teen Wolf (1986-1987, escreveu 8 episódios)
- Garbage Pail Kids (1987, escreveu dois episódios)
- CBS Storybreak (1988; escreveu um episódio)
- The Adventures of Raggedy Ann and Andy (1988, desconhecido)
- Tico e Teco e os Defensores da Lei (1989, escreveu um episódio)

### Outros
- Aladdin (1992, desenvolvimento da história na pré-produção)

- Mulan (1998, material adicional para história)
- Artic Tale (2007, narração do roteiro)

## Prêmios e Indicações

### Tony Awards
- A Bela e a Fera (musical):
- Nomeação á Melhor Libreto em Musical

### Laurence Olivier Awards
- A Bela e a Fera (musical):
- Nomeação á Melhor Libreto em Musical[4]